# 四臭化炭素
四臭化炭素（ししゅうかたんそ）は、化学式はCBr4で表される有機化合物である。テトラブロモメタン(Tetrabromomethane)とも呼ばれる。メタンの水素原子を全て臭素原子で置換した構造を取っている。

## 用途
有機合成化学において、臭素化剤として用いられる。トリフェニルホスフィンと組み合わせて用いると、穏和な条件下アルコールを相当する臭化物に変換することができる（アッペル反応）。
アルデヒドに対して過剰量の四臭化炭素とトリフェニルホスフィンを作用させることにより、ジブロモオレフィンへの変換が行える。これをブチルリチウムで処理することにより、元のアルデヒドに比べて一炭素増炭したアルキンが合成できる（コーリー・フックス反応）。